# Modraszki koło Opoczki
Modraszki koło Opoczki este o arie protejată (sit de importanță comunitară — SCI) din Polonia întinsă pe o suprafață de 31,41 ha, integral pe uscat.

## Localizare
Centrul sitului Modraszki koło Opoczki este situat la coordonatele 50°47′15″N 16°30′02″E / 50.7876°N 16.5006°E.

## Înființare
Situl Modraszki koło Opoczki a fost declarat sit de importanță comunitară în octombrie 2009 pentru a proteja 3 specii de animale.

## Biodiversitate
Situată în ecoregiunea continentală, aria protejată conține 3 habitate naturale: Fânețe de joasă altitudine (Alopecurus pratensis, Sanguisorba officinalis), Păduri de stejar și carpen Galio-Carpinetum, Păduri aluvionare cu Alnus glutinosa și Fraxinus excelsior (Alno-Padion, Alnion incanae, Salicion albae).
La baza desemnării sitului se află mai multe specii protejate de  nevertebrate (3): fluturele purpuriu (Lycaena dispar), Phengaris nausithous, Phengaris teleius.